# クリストフ・ル・メヴェル
クリストフ・ル・メヴェル（Christophe Le Mével、1980年9月11日 - ）は、フランス・ランニオン出身の自転車競技（ロードレース）選手。

## 経歴
2002年、クレディ・アグリコルと契約を結んでプロ転向。
2005年
- ジロ・デ・イタリア初出場。第16ステージ制覇（総合26位）
- ブエルタ・ア・エスパーニャ初出場（総合66位）。

2007年、ツール・ド・フランス初出場（総合76位）。
2009年、フランセーズ・デ・ジューに移籍。
- ツール・ド・フランスでは総合10位と健闘した。

2010年
- ツール・デュ・オー・ヴァル総合優勝
- ブエルタ・ア・エスパーニャ総合15位。

2011年、ガーミン・サーヴェロ（現 ガーミン・バラクーダ）に移籍。
- フレッシュ・ワロンヌ 9位
- ジロ・デ・イタリア 総合15位

2012年
- クラシカ・サンセバスティアン 4位
- ジャパンカップサイクルロードレース 8位